# Xanthiria primulina
Xanthiria primulina là một loài bướm đêm trong họ Noctuidae.